# Rhododendron nayarii
Rhododendron nayarii är en ljungväxtart som beskrevs av Gaur Das Pal. Rhododendron nayarii ingår i släktet rododendron, och familjen ljungväxter. Inga underarter finns listade i Catalogue of Life.